# Słonecznik (Pasym)
Słonecznik (niem. Sonnenberg) – część Pasymia, dawniej wieś. Leży na południu miasta, wzdłuż ulicy Słonecznej.
Wieś powstała około roku 1866. Zachowały się zabudowania folwarczne oraz przebudowany dawny dwór. Przy drodze znajduje się kapliczka z końca XIX w., charakterystyczna dla krajobrazu Warmii, na ewangelickich Mazurach widok niecodzienny.
Dawniej samodzielna wieś i gromada Słonecznik w gminie Pasym w powiecie szczycieńskim.
W 1971 roku jeszcze stanowił odrębną wieś, liczącą 100 mieszkańców.
W latach 1975-1998 miejscowość należała administracyjnie do województwa olsztyńskiego.